# Соколов (окръг)
Вижте пояснителната страница за други значения на Соколов.
Окръг Соколов (на чешки: Okres Sokolov) се намира в Карловарски край, Чехия с площ 753,60 km2 и население 89 127 души (2017). Административен център е град Соколов. Населените места в окръга са 38, от тях – 12 града и едно място без право на самоуправление. Код по LAU-1 – CZ0413.

## География
Административната единица граничи на запад с окръг Хеб, а на изток – с окръг Карлови Вари, и двата от Карловарския край. На северозапад се намира малка част от държавната граница с Германия.

## Градове и население
Данни за 2009 г.:
| Град               | Население |
| ------------------ | --------- |
| Соколов            | 25 173    |
| Ходов              | 14 703    |
| Краслице           | 7210      |
| Хорни Славков      | 5824      |
| Хабартов           | 5370      |
| Киншперк над Охржи | 5145      |
| Ротава             | 3509      |
| Локет              | 3198      |
| Бржезова           | 2773      |
| Нове Седло         | 2714      |
| Олови              | 1968      |
| Красно             | 715       |
| Пршебуз            | 73        |

| Общо          | Жени            | Мъже            |
| ------------- | --------------- | --------------- |
| 95 120 (100%) | 47 601 (50,04%) | 47 519 (49,96%) |

Средна плътност – 126,22 души/km²; 82,40% от населението живе в градовете. В окръг Соколов е най-големият относителен процент (4,5%) от германско население сред окръзите на Чехия.

## Образование
По данни от 2003 г.:
| Вид училище                         | Брой училища |
| ----------------------------------- | ------------ |
| Детски градини                      | 45           |
| Начални училища                     | 34           |
| Гимназии                            | 1            |
| Средни училища и промишлени училища | 7            |
| Средни професионални училища        | 4            |
| Висши професионални училища         |              |

## Здравеопазване
По данни от 2003 г.:
| Лекари                                      | 245 |
| Болници                                     | 1   |
| Специализирани заведения за лечение и отдих | 1   |
| Зъболекари                                  | 36  |
| Аптеки                                      | 16  |

## Транспорт
През окръга преминава част от магистрала D6, както и първокласните пътища (пътища от клас I) I/6 и I/20. Пътища от клас II в окръга са II/181, II/208, II/209, II/210, II/212, II/218, II/222 и II/230.

## Реки
Реки, протичащи през окръг Ихлава:
- Охрже
- Тепла
- Сватава